# Condado de Covington (Mississippi)
O Condado de Covington é um dos 82 condados do estado norte-americano do Mississippi. A sede de condado é Collins, que é também a sua maior cidade.
O condado tem uma área de 1075 km² (dos quais 3 km² estão cobertos por água), uma população de 19 407 habitantes, e uma densidade populacional de 18 hab/km² (segundo o censo nacional de 2000). O condado foi fundado em 1819 e recebeu o seu nome em homenagem a Leonard Covington (1768-1813), que foi general-de-brigada do Exército dos Estados Unidos e membro da Câmara dos Representantes dos Estados Unidos.